# Syncordulia serendipator
Syncordulia serendipator – gatunek ważki z rodziny Synthemistidae. Endemit Południowej Afryki; stwierdzony na kilku stanowiskach w południowo-zachodniej części  Prowincji Przylądkowej Zachodniej.
Imago lata od połowy lutego do połowy kwietnia. Długość ciała 52–54 mm. Długość tylnego skrzydła 31,5–32 mm.